# Saint-Pierre-le-Chastel
Saint-Pierre-le-Chastel település Franciaországban, Puy-de-Dôme megyében. Lakosainak száma 453 fő (2022. január 1.). Saint-Pierre-le-Chastel Bromont-Lamothe, Gelles, Mazaye, Pontgibaud és Saint-Ours községekkel határos.

## Népesség
A település népessége az elmúlt években az alábbi módon változott:
| Lakosok száma | 403  | 425  | 434  | 434  | 439  | 443  | 442  | 447  | 453  |
|               | 2013 | 2015 | 2016 | 2017 | 2018 | 2019 | 2020 | 2021 | 2022 |